# Ontario Hockey League
Ontario Hockey League er en af de tre store junior-ligaer i canadisk ishockey. Sammen med QMJHL og WHL udgør ligaen Canadian Hockey League. Ligaen er for spillere i alderen 15-20 år.
Før 1980 var ligaen kendt som Ontario Major Junior Hockey League (OMJHL) og før 1974 var ligaen en del af Ontario Hockey Association (OHA). Siden 1980 er ligaen vokset i omfang og popularitet og mange kampe bliver sendt live på tv og radio.
Ligaen har i øjeblikket 20 hold; heraf ligger 17 i Ontario og 3 i USA fordelt på 2 hold i Michigan og 1 hold i Pennsylvania.

## Nuværende hold
| Ontario Hockey League            |                                   |
| Eastern Conference               |                                   |
| East Division                    |                                   |
| Hold                             | By                                |
| Belleville Bulls                 | Belleville, Ontario, Canada       |
| Kingston Frontenacs              | Kingston, Ontario, Canada         |
| Oshawa Generals                  | Oshawa, Ontario, Canada           |
| Ottawa 67's                      | Ottawa, Ontario, Canada           |
| Peterborough Petes               | Peterborough, Ontario, Canada     |
| Central Division                 |                                   |
| Barrie Colts                     | Barrie, Ontario, Canada           |
| Brampton Battalion               | Brampton, Ontario, Canada         |
| Mississauga St. Michael's Majors | Mississauga, Ontario, Canada      |
| Niagara IceDogs                  | St. Catharines, Ontario, Canada   |
| Sudbury Wolves                   | Sudbury, Ontario, Canada          |
| Western Conference               |                                   |
| Midwest Division                 |                                   |
| Hold                             | By                                |
| Erie Otters                      | Erie, Pennsylvania, USA           |
| Guelph Storm                     | Guelph, Ontario, Canada           |
| Kitchener Rangers                | Kitchener, Ontario, Canada        |
| London Knights                   | London, Ontario, Canada           |
| Owen Sound Attack                | Owen Sound, Ontario, Canada       |
| West Division                    |                                   |
| Plymouth Whalers                 | Plymouth, Michigan, USA           |
| Saginaw Spirit                   | Saginaw, Michigan, USA            |
| Sarnia Sting                     | Sarnia, Ontario, Canada           |
| Sault Ste. Marie Greyhounds      | Sault Ste. Marie, Ontario, Canada |
| Windsor Spitfires                | Windsor, Ontario, Canada          |

### Sæsonen 2007-08
Kitchener Rangers slog Belleville Bulls i finalen med 4-3 i kampe og er således regerende OHL-mestre. På Kitcheners hold var danske Mikkel Bødker en af de bærende kræfter og Bødker blev dermed den første dansker der har vundet mesterskabet i en af de tre store canadiske junior-ligaer.

## Spilleplan
De 20 hold spiller hver især 68 kampe i grundspillet, heraf spilles 90 % mellem torsdag og søndag af hensyn til spillernes skolegang. Omtrent 95 % af spillerne er under uddannelse i enten gymnasium eller på universitet.
Blandt spillerne i NHL har ca 20 % spillet i OHL, mens ca 54 % har spillet i Canadian Hockey League.

### Slutspil og Memorial Cup
De 16 bedste hold i grundspillet går videre til slutspillet hvor alle 4 runder spilles efter cup-systemet i bedst af 7 kampe. Vinderen af slutspillet får tildelt J. Ross Robertson Cup og skal spille om Memorial Cup mod vinderne fra henholdsvis QMJHL og WHL samt et værtshold.

## Memorial Cup vindere
Den såkaldte Memorial Cup er 12 gange blevet vundet af hold fra OHL/OHA siden turneringen skiftede til et 3-liga-format i 1972:
| - 2005: London Knights - 2003: Kitchener Rangers - 1999: Ottawa 67's - 1993: Sault Ste. Marie Greyhounds - 1990: Oshawa Generals - 1986: Guelph Platers | - 1984: Ottawa 67's - 1982: Kitchener Rangers - 1979: Peterborough Petes - 1976: Hamilton Fincups - 1975: Toronto Marlboros - 1973: Toronto Marlboros |

Trofæet er 16 gange vundet af hold fra forløberen til OHL i perioden fra 1945 til 1971:
| - 1970: Montreal Junior Canadiens - 1969: Montreal Junior Canadiens - 1968: Niagara Falls Flyers - 1967: Toronto Marlboros - 1965: Niagara Falls Flyers - 1964: Toronto Marlboros - 1962: Hamilton Red Wings - 1961: Toronto St. Michael's Majors | - 1960: St. Catharines Tee Pees - 1956: Toronto Marlboros - 1955: Toronto Marlboros - 1954: St. Catharines Tee Pees - 1953: Barrie Flyers - 1952: Guelph Biltmore Mad Hatters - 1951: Barrie Flyers - 1947: Toronto St. Michael's Majors |

## Danske spillere
Indenfor de seneste år har følgende danske spillere spillet i OHL:
- Sebastian Harts – Barrie Colts og Mississauga IceDogs (1998-99)
- Sebastian Dahm – Belleville Bulls, Sarnia Sting, Sudbury Wolves og Niagara Ice Dogs (2005-08)
- Christian Seest Olsen – Erie Otters (2006-07)
- Mikkel Bødker – Kitchener Rangers (2007-08)
- Simon Grønvaldt – Kitchener Rangers (2008- )

## Eksterne links
- Ontario Hockey League officiel hjemmeside Arkiveret 28. oktober 2008 hos  Wayback Machine
- Canadian Hockey League officiel hjemmeside
- OHL Arena Guide
- Internet Hockey Database arkiv over stillinger og statistik